# Björköby
Björköby is een plaats in de gemeente Vetlanda in het landschap Småland en de provincie Jönköpings län in Zweden. De plaats heeft 312 inwoners (2005) en een oppervlakte van 68 hectare.

## Verkeer en vervoer
Bij de plaats lopen de Riksväg 31 en Riksväg 47.
De plaats heeft een station.

## Geboren
- Sven Ingemar Ljungh (1757-1828), ambtenaar, natuuronderzoeker en verzamelaar